# 甘家厂乡
甘家厂乡，是中华人民共和国湖北省荆州市公安县下辖的一个乡镇级行政单位。

## 行政区划
甘家厂乡下辖以下地区：
甘厂社区、东升村、陆兴村、高台村、太和垸村、清河村、甘家铺村、红双村、贺新村、炊皮山村、大门村、三根松村、七根松村、牧牛村和杨家厂村。